# Edwin Bauer

Edwin Bauer, Foto von P. Gliese, 1896

Heinrich Edwin Bauer (* 30. März 1873 in Dresden; † 22. November 1968 in Radebeul) war ein deutscher Unternehmer, Fotograf und Radrennfahrer.

## Leben
Heinrich Edwin Bauer wurde 1873 in Dresden geboren. Sein Vater, Heinrich Julius Bauer, war in der Dresdner Neustadt Inhaber einer Dampfwasch- und Plättanstalt. Nach dem Tod des Vaters 1889 betrieb seine Mutter Albine Edwine Bauer in Radebeul ein Material- und Schnittwarengeschäft, womit sie den Lebensunterhalt für sich und ihre beiden Söhne Edwin und dessen jüngeren Bruder Albin bestritt. Edwin Bauer besuchte die Schule von 1879 bis 1888 und begann danach mit dem Handel verschiedener Waren erste geschäftliche Aktivitäten zu entwickeln. So gründete er bereits 1895 seine erste eigene Firma, die Ansichts- und Glückwunschkarten herstellte und vertrieb.
1888 bis 1905 war Bauer aktiver Radrennfahrer und nahm unter anderem 1893 erfolgreich an der ersten Austragung der Distanzradfahrt Wien–Berlin teil, bei der er den 16. Platz belegte.
Am 21. Juli 1902 heiratete er Gertrud Gummich, die bei einer Familie in Stellung war. Aus der Ehe gingen drei Kinder hervor. Kurzzeitig wohnte die Familie in Bad Gottleuba und übernahm danach die Mühle mit Gasthaus „Forstmühle“ in Krippen in der Sächsischen Schweiz.
1909 baute sich der Kaufmann Edwin Bauer in Kötzschenbroda sein Haus in der Güterhofstraße 9a und gründete gleichzeitig die Firma Papyruswerk Kötzschenbroda, die im Erdgeschoss des Hauses untergebracht war. Nicht nur die Produktion von Ansichts- und Glückwunschkarten wurde weitergeführt, auch Seilerwaren und Spielzeug wurden vertrieben.
Im Ersten Weltkrieg war Edwin Bauer in Königsbrück stationiert und verblieb in dieser Garnison. Ab 1918 führte er die Firma als Großhandel für Papierwaren und Spielzeug weiter, der 1937 von seinem Sohn Heinz übernommen wurde. Edwin Bauer starb verwitwet am 22. November 1968 in Radebeul-Kötzschenbroda in seiner Wohnung in der heute denkmalgeschützten Mietvilla Güterhofstraße 9a.

## Werk
Ende 1993 bot die in Radebeul lebende Enkelin Edwin Bauers der Deutschen Fotothek den fotografischen Nachlass ihres Großvaters an. Es handelte sich dabei um 730 Glasnegative (9×12). Aus dem Rahmen fällt ein einzelnes Glasnegativ im Format 10×15, das den Dorfkern von Altkötzschenbroda zeigt.
In seiner 1895 gegründeten Firma produzierte und vertrieb Edwin Bauer auch Ansichts- und Glückwunschkarten. Er fotografierte Ortschaften, Kirchen, Gasthöfe und Fabrikgebäude in Sachsen und Schlesien. Meistens war er dabei mit dem Fahrrad unterwegs. Die Aufnahmen entstanden in der Zeit zwischen 1900 und 1914. Bauer war kein brillanter Fotograf, so dass sich gelegentlich angeschnittene Motive (zum Beispiel Kirchtürme) finden. Insgesamt jedoch dominiert der dokumentarische Wert der Aufnahmen diesen Makel.
Nach dem Ersten Weltkrieg gab Edwin Bauer das Fotografieren auf, weil die Kartenproduktion für ihn kein einträgliches Geschäft mehr war. Auch der Meißner Kunstverlag Brück & Sohn, der seit 1885 Ansichtskarten herausgab und dessen teilweiser Negativbestand sich heute ebenfalls in der Deutschen Fotothek befindet, war eine zu große Konkurrenz geworden. Seine Fotoausrüstung hat Edwin Bauer um 1960 an ein Heimatmuseum gegeben.
Ein Großteil seiner Aufnahmen ist in der Bilddatenbank der Deutschen Fotothek erfasst und für die Öffentlichkeit zugänglich.